# Lauren Child

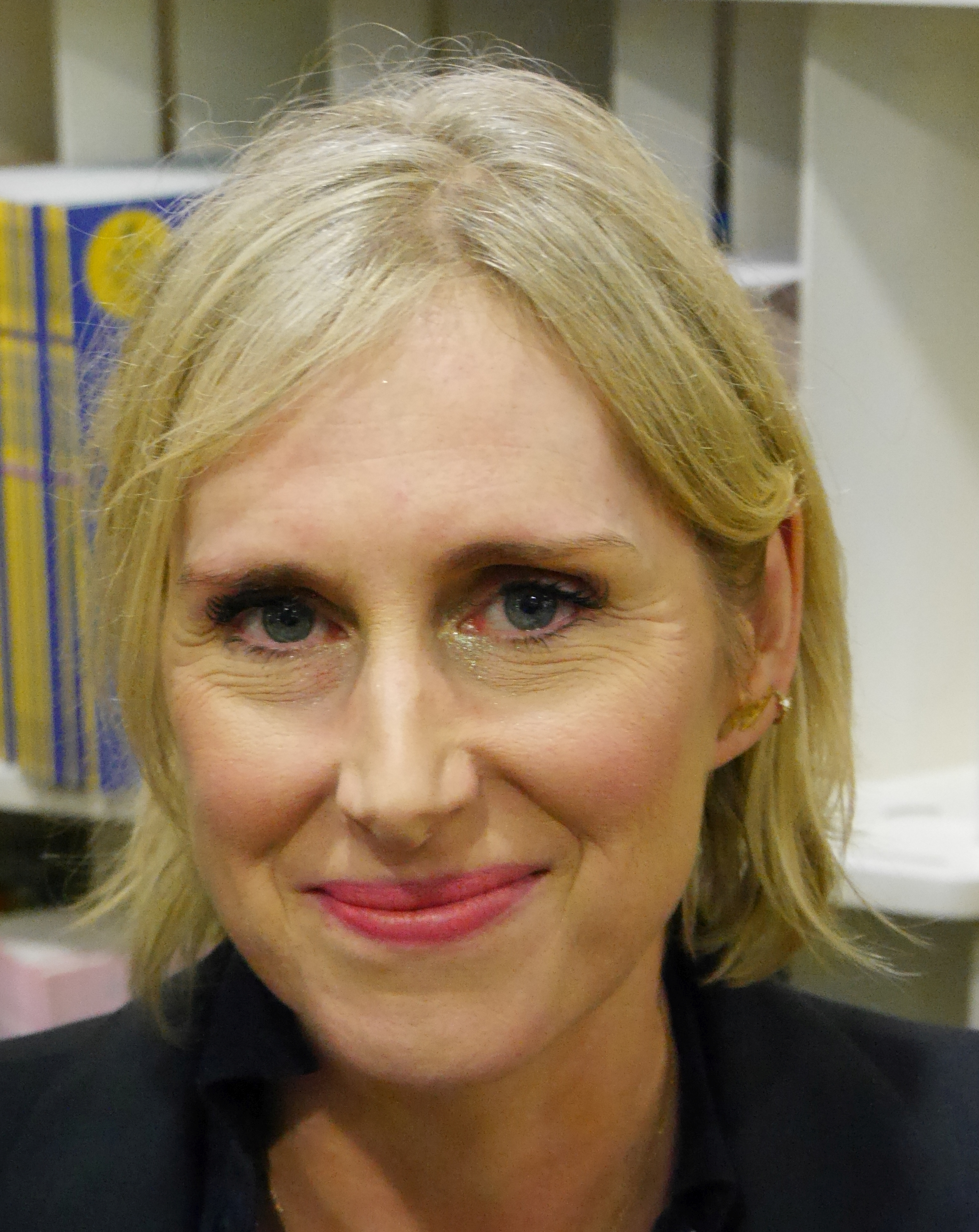
Lauren Child

Lauren Child, CBE (* 1967 in Marlborough, Wiltshire, England) ist eine britische Bilderbuchkünstlerin und Autorin.

## Beruflicher Werdegang
Nach ihrer Ausbildung an der Manchester Polytechnic and City und an der Guilds of London Art School reiste sie um die Welt. Sie arbeitete als Assistentin von Damien Hirst und entwarf exotische Lampenschirme. Angeregt durch einen Verleger begann sie, ein Bilderbuch zu gestalten und eine Spielzeug-Serie zu entwerfen. Das Resultat war Clarice Bean, That’s Me, eine ihrer bekanntesten Bilderbuchfiguren.
2002 verfasste Lauren Child ihr erstes Kinderbuch als Autorin, Utterly Me, Clarice Bean (dt. Durch und durch Clarice Bean, 2004), das in mehr als zehn Sprachen übersetzt wurde. Zu ihren erfolgreichsten Bilderbüchern gehört die Charlie und Lola-Buchserie. Die beliebten Charaktere eroberten als Animationsfilmserie auch das britische Kinderfernsehen.
Lauren Childs Kinderbücher wurden international ausgezeichnet. Der englische Illustrator Quentin Blake präsentierte ihre Werke 2004 in der Magic-Pencil-Ausstellung in der British Library. Lauren Child lebt im Norden Londons.
Sie ist bekannt für ihren expressiv-graphischen Illustrationsstil, die witzigen Collagen und ihre lebendige, pointierte Sprache. Heute ist Lauren Child eine der bekanntesten Kinderbuchautorinnen und Illustratorinnen Englands.

## Werke (Auswahl)
- Illustrationen zu Addy the Baddy von Margaret Joy, 1993
- Clarice Bean That's Me, Orchard Books, London 1999, ISBN 9781841210292
- Beware of the Storybook Wolves, Hodder Children's Books, London 2000, ISBN 0-340-77916-0
- I Will Not Ever Never Eat a Tomato – Charlie and Lola, Orchard Books, London 2000, ISBN 1-84121-397-7, (dt. Nein! Tomaten ess ich nicht, Carlsen, Hamburg 2002)
- What Planet Are You From Clarice Bean?, Orchard Books, London 2001, ISBN 1-84121-819-7
- That Pesky Rat, Orchard Books, London 2002, ISBN 1-84121-830-8
- Utterly Me, Clarice Bean, Orchard Books, London 2002, ISBN                                                                                             9781843623045 (dt. Durch und durch Clarice Bean, Carlsen, Hamburg 2004, ISBN 3-551-55233-9)
- Hubert Horatio Bartle Bobton-Trent, Hodder Children's Books, London 2004, ISBN 034087788X, (dt. Hubert Horatio Bieber Burg-Bartel, Carlsen, Hamburg 2005, ISBN 3551516472)
- Clarice Bean Spells Trouble, Orchard Books, London 2005, ISBN 9781843628583
- The Princess and The Pea, Puffin Books, London 2005, ISBN 0-14-138138-8, (dt. Die Prinzessin auf der Erbse, Carsen, Hamburg 2006, ISBN 978-3-551-51669-5)
- Clarice Bean, Don’t Look Now, Orchard Books, London 2006, ISBN 9781846165078
- Ruby Redfort, HarperCollins children's books, London 2011, ISBN             978-0-00-733406-3

## Auszeichnungen
- 1999: Shortlist Nestlé Smarties Book Prize für Clarice Bean That's Me
- 1999: Shortlist Kate Greenaway Medal für Clarice Bean That's Me
- 2000: Shortlist Nestlé Smarties Book Prize für Beware of the Storybook Wolves
- 2000: Shortlist Kate Greenaway Medal für Beware of the Storybook Wolves
- 2000: Kate Greenaway Medal für I Will Not Ever Never Eat a Tomato – Charlie and Lola
- 2001: Shortlist Nestlé Smarties Book Prize für What Planet Are You From Clarice Bean?
- 2002: Nestlé Smarties Book Prize für That Pesky Rat
- 2005: Shortlist Red House Children’s Book Award für Clarice Bean Spells Trouble
- 2006: Kinderbuchpreis der Jury der jungen Leser für Hubert Horatio Bartle Bobton-Trent